# Сусанинское сельское поселение (Ленинградская область)
Суса́нинское се́льское поселе́ние — упразднённое муниципальное образование на территории Гатчинского муниципального округа Ленинградской области. Бывший административный центр — посёлок Сусанино.

## Географическое положение
Поселение расположено в восточной части Гатчинского муниципального округа, площадь 197 км².
- Граничило:
  - на севере — с городом Санкт-Петербург
  - на востоке — Тосненским муниципальным районом
  - на юго-востоке — с Вырицким городским поселением
  - на юге — с Сиверским городским поселением
  - на западе — с Кобринским сельским поселением
  - на западе — с Новосветским сельским поселением
  - на северо-западе — с Пудомягским сельским поселением
  - на северо-западе — с Коммунарским городским поселением

По территории упразднённого поселения проходят автодороги:
- А120 (Санкт-Петербургское южное полукольцо)
- 41К-010 (Красное Село — Гатчина — Павловск)
- 41К-108 (Пустошка — Вырица)
- 41К-222 (Семрино — Ковшово)
- 41К-476 (подъезд к дер. Красницы)
- 41К-513 (Мыза — Ковшово)

Расстояние от бывшего административного центра поселения до центра муниципального округа — 22 км.

## История
В начале 1920-х годов в составе Слуцкой волости Детскосельского уезда был образован Сусанинский сельсовет. 14 февраля 1923 года Слуцкая волость вошла в состав вновь образованного Троцкого уезда. В августе 1927 года Сусанинский сельсовет вошёл в состав Детскосельского района Ленинградской области. 20 августа 1930 года Детскосельский район был ликвидирован, Сусанинский сельсовет присоединён к Красногвардейскому району. 23 июня 1939 года Сусанинский сельсовет передан в состав Слуцкого района, к сельсовету присоединён ликвидированный Ковшовский сельсовет. 25 июля 1953 года Павловский (Слуцкий) район был ликвидирован, Сусанинский сельсовет вошёл в состав Гатчинского района.
18 января 1994 года постановлением главы администрации Ленинградской области № 10 «Об изменениях административно-территориального устройства районов Ленинградской области» Сусанинский сельсовет, также как и все другие сельсоветы области, преобразован в Сусанинскую волость.
1 января 2006 года в соответствии с областным законом № 113-оз от 16 декабря 2004 года образовано Сусанинское сельское поселение, в его состав вошла территория бывшей Сусанинской волости.
Упразднено 13 мая 2024 года в связи с образованием Гатчинского муниципального округа вместо Гатчинского района.

## Население
| 2006  | 2008    | 2009    | 2010  | 2011  | 2012  | 2013  |
| ----- | ------- | ------- | ----- | ----- | ----- | ----- |
| 7300  | ↘7047   | ↗7070   | ↗7617 | ↗7622 | ↗7870 | ↗8070 |
| 2014  | 2015    | 2016    | 2017  | 2018  | 2019  | 2020  |
| ↗8387 | ↗8495   | ↗8586   | ↘8484 | ↘8360 | ↘8255 | ↘8029 |
| 2021  | 2023    | 2024    |       |       |       |       |
| ↗9998 | ↗10 012 | ↗10 049 |       |       |       |       |

## Состав сельского поселения
| № | Населённый пункт | Тип населённого пункта              | Население |
| - | ---------------- | ----------------------------------- | --------- |
| 1 | Виркино          | деревня                             | ↗94       |
| 2 | Владимирская     | посёлок при железнодорожной станции | ↘39       |
| 3 | Заборье          | деревня                             | ↗19       |
| 4 | Кобралово        | посёлок                             | ↗2563     |
| 5 | Ковшово          | деревня                             | ↗129      |
| 6 | Красницы         | деревня                             | ↗150      |
| 7 | Мыза             | деревня                             | ↘278      |
| 8 | Семрино          | посёлок                             | ↗2588     |
| 9 | Сусанино         | посёлок, административный центр     | ↗3994     |

## Местное самоуправление
Последним главой поселения являлся Артемьев Максим Сергеевич, главой администрации — Морин Константин Сергеевич.

## Экономика
На территории поселения были зарегистрированы 83 предприятия и 13 индивидуальных предпринимателей. Однако из предприятий на территории поселения фактически работали только 12, остальные только имеют юридический адрес.

### Промышленность
На территории бывшего поселения расположены 2 предприятия — ЗАО «МК-20 ИНК» и «ПМС № 83». Оба занимаются строительством и ремонтом железнодорожных путей.

#### ЗАО «МК-20 ИНК»
Сфера деятельности предприятия в 2007 году:
- строительство автомобильно-железнодорожного паромного комплекса в морском торговом порту Усть-Луга
- капитальный ремонт подъездного пути на станции Орехово Октябрьской железной дороги
- реконструкция станции Гатчина-Товарная
- строительство подъездных путей, 6 стрелочных переводов в главный путь перегона Кааламо — Маткаселькя
- организация перевозки внутрироссийских, экспортно-импортных или транзитных грузов

Выпуск продукции в 2007 году составил 142,8 миллионов рублей, оказано услуг на 7,6 миллионов рублей, предоставлено аренды 1,1 миллионов рублей. Инвестиции в приобретение оборудования составили 956 тысяч рублей.
Число работающих — 125 человек, рост среднемесячной заработной платы составил 22 %.
В 2008 году запланированы работы в Калининградском, Куйбышевском и Санкт-Петербург-Витебском отделениях ОАО «Российские железные дороги», примерный объём работ — 250 миллионов рублей.

#### «ПМС № 83»
Является структурным подразделением дирекции по ремонту путей «Путьрем» Октябрьской железной дороги.
В 2007 году предприятие занималось капитальным и средним ремонтом путей на Санкт-Петербург-Витебском и Волховстроевском отделениях.
Среднесписочная численность работающих — 236 человек, рост среднемесячной заработной платы составил 32 %.

### Сельское хозяйство
На территории упразднённого поселения расположено одно крупное сельскохозяйственное предприятие — СПК «Кобраловский».
Также на его территории расположены 10 фермерских (крестьянских) хозяйств, 3573 личных подсобных хозяйств, 11 543 садоводческих участка. Фермерские земли занимают площадь 322 га земли, из них 314 га сельхозугодий. Сельхозпроизводством занимается лишь один фермер. В личных подсобных хозяйствах и садоводствах наблюдается снижение использования земли для производства сельхозпродукции. Выращен картофель на площади 389 г, овощи — 278 га.

#### СПК «Кобраловский»
Основные направления деятельности:
- в животноводстве — производство молока, мяса крупного рогатого скота
- в растениеводстве — производство зерновных, заготовка кормов

Поголовье крупного рогатого скота — 1050 голов, в том числе 600 коров. Отгружено товаров собственного производства в 2007 году на сумму 34,5 миллионов рублей. Производство составило:
- молока — 3201 тонн, удой на одну фуражную корову — 5647 кг
- мяса крупного рогатого скота — 90 тонн
- зерновых — 34 тонны

Объём реализации продукции в 2007 году составил 32 миллиона рублей, что на 25 % больше, чем в 2006 году. На 2008 год запланирован рост реализации на 30 %.
Численность работающих на предприятии — 45 человек, рост среднемесячной заработной платы по сравнению с 2006 годом — 33 %.
Предприятие включено в национальный проект «Ускоренное развитие животноводства». В связи с увеличением поголовья основного стада крупного рогатого скота и молодняка начата модернизация и реконструкция 6 двора на сумму 5,5 миллионов рублей с привлечением кредитных средств ОАО «Россельхозбанк». В 2008 году планируется выйти на поголовье 613 коров, надой на одну голову — 5667 кг.
В 2007 году объём инвестиций в основной капитал составил 7,5 тысяч рублей, в том числе 7,2 тысяч рублей на продуктивный скот. В 2008 году объём инвестиций составит примерно 12,3 миллионов рублей в рамках проекта «Развитие АПК».

### Малое предпринимательство
Предпринимательство поселения представлено такими малыми предприятими, как:
- ООО «ТД МК-20»
- ЗАО «Микельанджело»
- ООО «Борт Пак»
- ООО «Технотара»
- ООО «Строй-Альянс СПб»
- ООО «Семринское»
- ООО «Фирма Дока»

Также имеется 13 индивидуальных предпринимателей.
Оборот малых предприятий в 2006 году составил 49 миллионов рублей, а в 2007 году — 56 миллионов рублей (рост на 16 %). Основную долю в обороте составляет продукция ЗАО «Микельанджело» и ООО «ТД МК-20».

### Потребительский рынок
Поселение обладало развитой сетью продуктовых магазинов, но наблюдалась нехватка товаров промышленно-строительного назначения. В 2007 году в Сусанино и Кобралово были открыты магазины строительных товаров.
На территории поселения отсутствуют мастерские по ремонту бытовой техники, одежды и обуви, парикмахерские.
В 2007 году начата работа по развитию в поселении современных систем телефонной связи: в Сусанино и Семрино АТС переводятся на цифровую связь, в населённых пунктах устанавливаются таксофоны. Для обеспечения доступа населения к услугам сети Интернет в почтовых отделения планируется установка соответствующего компьютерного оборудования.
Оказание ритуальных услуг и содержание мест захоронения производят ООО «Меркурий» и ООО «Сервис» Коммунара.
Объём платных услуг населению в 2007 году составил 500 тысяч рублей. В основном, это услуги образования и культуры.
Около реки Суйда в северо-западной части поселения шведской компанией CastorX Capital планировался строительство крупного спортивно-развлекательного комплекса, включающего в себя гольф-клуб. Планируемая площадь застройки — 160 га, сумма инвестиций в строительство порядка 1 млрд евро.

## Транспорт
По территории упразднённого поселения проходят железные дороги:
- Санкт-Петербург — Оредеж, имеются станции Семрино, Кобралово и остановочные пункты 46 км, Сусанино
- Мга — Гатчина — Ивангород, имеется станция Владимирская

На линии Санкт-Петербург — Оредеж осуществляется пассажирское сообщение пригородными электропоездами.
По территории поселения проходят автодорога А120.
Осуществляется автобусное сообщение пригородными автобусами:
- № 527 Гатчина — Кобралово
- К-534А Гатчина — Вырица
- № 538 Гатчина — Сусанино — Семрино

## Бюджет поселения
Доходы бюджета в 2007 году (в тысячах рублей):
| Источники доходов                 | Плановые данные | Фактические данные |
| --------------------------------- | --------------- | ------------------ |
| Подоходный налог                  | 2027            | 2001,8             |
| Налог на имущество физических лиц | 384             | 397,3              |
| Арендная плата за землю           | 325             | 493,2              |
| Аренда помещений                  | 257             | 327,4              |
| Земельный налог                   | 3000            | 4318,9             |
| Всего собственных доходов         | 5993            | 7538,6             |
| Дотации из областного бюджета     | нет данных      | 5638,3             |
| Дотации из районного бюджета      | нет данных      | 9745,2             |
| Продажа земли                     | нет данных      | 3400               |
| Всего доходов                     | 22 322          | 23 824,7           |

Структура расходов:
- жилищно-коммунальное хозяйство — 69 %
- общегосударственные вопросы — 24 %
- культура — 10 %

В целом, бюджет исполнен по расходам на 94,2 %.